# Bergtjärnen (Ljustorps socken, Medelpad, 696283-157016)
Bergtjärnen är en sjö i Timrå kommun i Medelpad och ingår i Indalsälvens huvudavrinningsområde. Sjön är 15,2 meter djup, har en yta på 0,0716 kvadratkilometer och är belägen 331,8 meter över havet.

## Delavrinningsområde
Bergtjärnen ingår i det delavrinningsområde (696291-156997) som SMHI kallar för Utloppet av Bergtjärnen. Medelhöjden är 339 meter över havet och ytan är 0,21 kvadratkilometer. Det finns inga avrinningsområden uppströms utan avrinningsområdet är högsta punkten. Vattendraget som avvattnar avrinningsområdet har biflödesordning 3, vilket innebär att vattnet flödar genom totalt 3 vattendrag innan det når havet efter 52 kilometer. Avrinningsområdet består mestadels av skog (66 procent). Avrinningsområdet har 0,07 kvadratkilometer vattenytor vilket ger det en sjöprocent på 34,1 procent.